# Alter Bridge
Cet article possède un paronyme, voir Bridge (homonymie).
 (mai 2020).

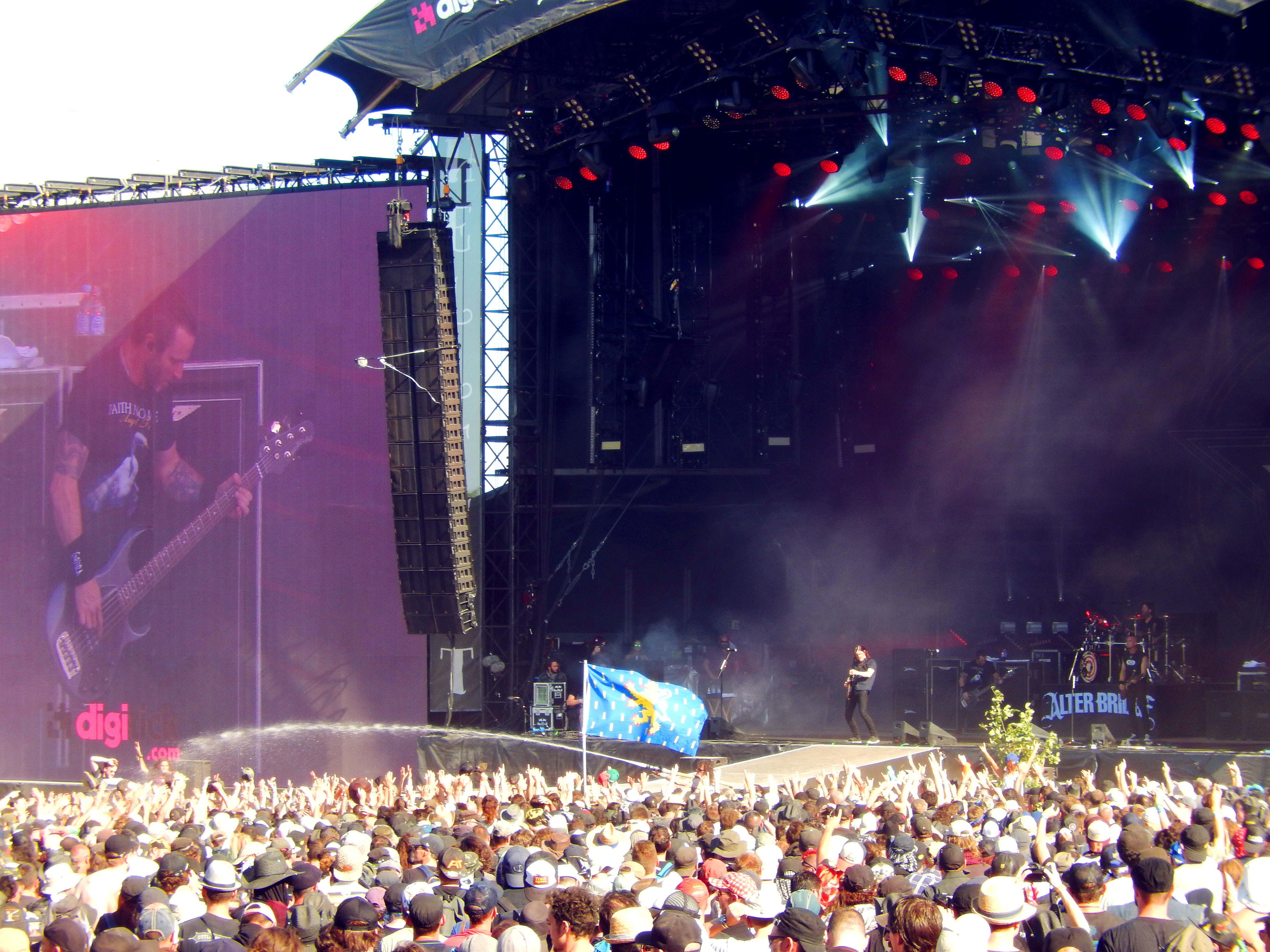
Alter Bridge au Hellfest 2017.

Alter Bridge est un groupe américain de heavy metal, originaire d'Orlando, en Floride. Il est composé de trois anciens membres de Creed : Mark Tremonti à la guitare, Brian Marshall à la basse et Scott Phillips à la batterie. Au chant, c’est Myles Kennedy (ex-Mayfield Four) qui tient le micro, dans un style plus proche de Chris Cornell que de Scott Stapp.

## Historique

### One Day Remains(2004–2005)
Le guitariste et fondateur d'Alter Bridge Mark Tremonti, le bassiste Brian Marshall et le batteur Scott Phillips sont d'anciens membres du groupe Creed ; ils sont rejoints par le chanteur Scott Stapp en 1997. Après deux albums à succès, Marshall quitte le groupe en 2000, avant la sortie de leur troisième album en 2001. Le groupe devient inactif après une tournée polémique. Cette année, Tremonti se met à l'écriture de nouvelles chansons dans l'idée de former un nouveau groupe avec Phillips et Marshall. Fans de l'ancien groupe de Myles Kennedy, The Mayfield Four, ils l'invitent à les rejoindre en tant que chanteur. Ils se baptisent alors Alter Bridge, dont le nom s'inspire d'un pont situé près de chez Tremonti, sur Alter Road à Détroit, et commencent à enregistrer un premier album.
À cause de divergences créatives et des tensions palpables entre Stapp et les autres membres du groupe, Creed annonce sa séparation en juin 2004. Entre-temps, Alter Bridge se forme et enregistre un album et le single Open Your Eyes. Les membres sentaient que Creed était « à bout de souffle » et décident de se consacrer à leur nouveau groupe et leur nouveau chanteur. Le premier album d'Alter Bridge, One Day Remains, est publié le 10 août 2004 au label Wind-up Records et accueilli d'une manière mitigée,. Produit par Ben Grosse (Filter, Fuel et Sevendust), l'album se vend à 750 000 exemplaires à l'international et devient certifié disque d'or, un succès presque mieux établi que par Creed. Il atteint la 5e place des classements Billboard pendant 14 semaines. Après Open Your Eyes, deux autres singles de l'album sont publiés : Find the Real et Broken Wings. La musique est entièrement composée par Tremonti, qui a écrit de lui-même les paroles aux côtés de Kennedy.
De nombreuses chansons de One Day Remains sont liées à la WWE, en particulier Metalingus qui deviend le thème d'entrée du catcheur Edge en 2004 jusqu'à sa retraite en 2011. Alter Bridge apparaîtra plus tard avec Edge dans un segment de WWE Raw en 2005. Une version éditée de la chanson Open Your Eyes est incluse dans le jeu vidéo Madden NFL 2005. Toujours en 2005, Alter Bridge publie une chanson instrumentale inédite intitulée Ahavo Rabo Taco Salad pour le magazine Total Guitar. Une chanson intitulée Save Me est ajoutée dans la bande originale du film Marvel Elektra. La bande originale du film Les Quatre Fantastiques inclut une autre de leur chanson, Shed My Skin. Cette même année, le groupe publie un EP intitulé Fan EP en Europe.

### Blackbird(2007–2008)
Avant le dernier concert de leur tournée One Day Remains en 2006, les relations entre Alter Bridge et Wind-up Records, qui ne partageait pas la vision du groupe, commencent à se détériorer. Le groupe demande à se séparer du label après la sortie de One Day Remains, mais leur demande est refusée jusqu'en avril 2006, période durant laquelle leur contrat arrive à terme. Cependant, Alter Bridge continue à faire face à des difficultés, comme des critiques liées à la séparation de Creed, de la pression pour reformer Creed, et de nombreuses fausses rumeurs quant à la reformation de Creed, sans compter les critiques envers Alter Bridge qui considèrent le groupe comme « un Creed avec un nouveau chanteur. » Malgré la reformation de Creed au début de 2009, Tremonti répond au public que « Creed ne sera plus jamais un groupe. »
En 2007, Alter Bridge annonce sa signature au label Universal Republic Records. Tremonti se dit confiant quant aux nouvelles chansons qui ont été enregistrées par le groupe. Le deuxième album d'Alter Bridge, Blackbird, qui comprend les singles à succès Rise Today et Watch Over You, est publié le 9 octobre 2007. Watch Over You est joué dans Celebrity Rehab with Dr. Drew sur VH1 en 2008. Une autre version de la chanson avec Cristina Scabbia de Lacuna Coil est publiée au Royaume-Uni. Blackbird est très bien accueilli par la presse spécialisée, et détient une note de 9,4 sur 10 d'Ultimate Guitar Archive. L'album est particulièrement bien accueilli pour son single-titre, le solo de guitare étant bien reçu par le magazine Guitarist.
Le groupe se lance ensuite dans une tournée en soutien à Blackbird, et enregistre leur concert du 7 décembre 2008 au Heineken Music Hall d'Amsterdam, aux Pays-Bas pour un DVD live intitulé Live from Amsterdam. Très bien accueilli par la presse spécialisée, le DVD compte des « millions et des millions » d'exemplaires vendus contrairement à la « centaine » d'exemplaires que s'attendait à vendre Amazon, atteignant même la première place des Bestsellers in Music Videos and Concerts pendant plusieurs semaines. Une version Blu-ray et une édition deluxe à paraître en magasin, cependant, sont la cible de polémiques après de nombreux reports de date par Universal Republic. Elles sont finalement publiées le 11 janvier 2011 en Amérique du Nord après deux ans de report.

### AB III(2010–2012)
Alter Bridge fait une pause en 2009 après l'annonce d'une reformation de Creed et d'un nouvel album. Tremonti, Marshall, et Phillips tournent avec Scott Stapp sous Creed, et Kennedy se consacre à un album solo et à plusieurs tournées entre 2010 et 2011 avec Slash, le guitariste de Velvet Revolver. Cependant, Alter Bridge continue à écrire des chansons en 2009 et commence à enregistrer un troisième album entre février et mai 2010,.
Le 17 juillet 2010, Billboard annonce la signature d'Alter Bridge au label Roadrunner Records ainsi qu'une tournée avec Godsmack en 2011. Cette tournée étant démentie par le groupe, Alter Bridge annonce le titre de leur nouvel album, AB III, accompagné de la liste des titres officielle sur leur site web. La presse annonce la sortie de AB III au 8 octobre 2010. Le 6 septembre 2010, Roadrunner Records publie le premier single, Isolation sur son site web, single qui est annoncé le 26 septembre 2010 au Royaume-Uni. La chanson atteint la première place des classements Hot Mainstream Rock Tracks, une première pour Alter Bridge. AB III est publié en Australie et en Allemagne le 8 octobre 2010, et au Royaume-Uni le 11 octobre 2010 chez Roadrunner Records. Il est ensuite publié le 9 novembre 2010 en Amérique du Nord sur le propre label du groupe, Alter Bridge Recordings, via EMI. L'album atteint la 17e place du Billboard 200. Le clip de la chanson Isolation est publié sur le site web Noisecreep le 6 décembre 2010. Le 11 janvier 2011, le groupe publie finalement son album live tant attendu, Live from Amsterdam. I Know It Hurts est publié en tant que second single, uniquement en Australie, le 21 janvier 2011. Ghost of Days Gone By est publié lui aussi comme single le 18 avril 2011, suivi par Wonderful Life le 5 juin 2011 au Royaume-Uni.
Le groupe prévient que AB III sera « plus sombre » et lyriquement différent des précédents albums. AB III est très bien accueilli par la presse spécialisée à sa sortie, MusicRadar le considérant comme « l'un des albums de guitare de l'année. » Artistdirect attribue une note parfaite à AB III qu'il considère comme un « chef-d'œuvre ». Un album tribute à Alter Bridge intitulé String Tribute to Alter Bridge, qui contient des arrangements classiques instrumentaux de plusieurs chansons d'Alter Bridge, est publié le 8 mars 2011. Le 25 octobre 2011, Alter Bridge publie une édition spéciale de AB III intitulée AB III.5, qui comprend trois chansons bonus et un documentaire d'une heure intitulé One by One.
Le groupe tourne en soutien à AB III, à la fin de 2010 au Royaume-Uni avec Slaves to Gravity, puis avec Taddy Porter et Like a Storm. Au printemps 2011, Alter Bridge tourne aux États-Unis avec Black Stone Cherry et Like a Storm,. Alter Bridge joue à plusieurs festivals européens en été 2011, incluant le Rock am Ring,, le Nova Rock Festival,, le Download Festival, et le Hellfest, entre autres. Alter Bridge joue un concert gratuit au Jimmy Kimmel Live! sur la chaîne américaine ABC le 25 avril 2011. Le groupe participe aussi au Carnival of Madness Tour en été 2011 avec Theory of a Deadman, Black Stone Cherry, Adelitas Way et Emphatic. La tournée s'achève en janvier 2012, après plusieurs participations comme au Soundwave Festival. Le groupe a aussi des webisodes produits par DC3 Music Group détaillant leur tournée. Un second DVD live, Live at Wembley, est enregistré le 29 novembre 2011, au Wembley Arena, et publié à l'international le 26 mars 2012 ; il est par la suite publié en 3D.

### Fortress(2013–2014)
En 2012, certains membres d'Alter Bridge se consacrent à leur autre groupe, Creed, et se lancent dans une tournée. Tremonti explique, lui, qu'il écrit des chansons à la fois pour Creed et Alter Bridge. Myles Kennedy se consacre à son projet musical avec Slash, publiant l'album Apocalyptic Love (2012), alors que Mark Tremonti publie un album solo, All I Was (2012). Phillips se joint à un nouveau groupe appelé Projected avec John Connolly et Vinnie Hornsby (membres de Sevendust), et le guitariste Eric Friedman (ex-Submersed), qui publie un album intitulé Human.
Les membres d'Alter Bridge se réunissent en décembre 2012 pour parler de leur futur album et de l'avenir du groupe. Ils entrent en studio en janvier 2013 pour enregistrer leur nouvel album, et tournent de temps à autre avec leurs groupes respectifs. Les enregistrements continuent de fin avril 2013 jusqu'en juillet 2013 avec leur producteur Michael « Elvis » Baskette,. Le titre de l'album est confirmé comme étant Fortress. Le 31 juillet 2013, Alter Bridge révèle la liste des titres et la couverture de Fortress, ainsi que le premier single, Addicted to Pain, qui est officiellement publié le 12 août 2013,,. Mark Tremonti explique que le groupe a essayé de se surpasser, et a réussi à fournir un album plein d'énergie. Le groupe publie l'album dans son intégralité au site web Metal Hammer le 23 septembre. Fortress est publié à l'international le 30 septembre 2013, sauf aux États-Unis, où il est publié le 8 octobre. L'album est relativement bien accueilli par la presse spécialisée. Leurs deuxième et troisième singles Cry of Achilles et Waters Rising atteignent le 27e et 15e places des Hot Mainstream Rock Tracks, respectivement.

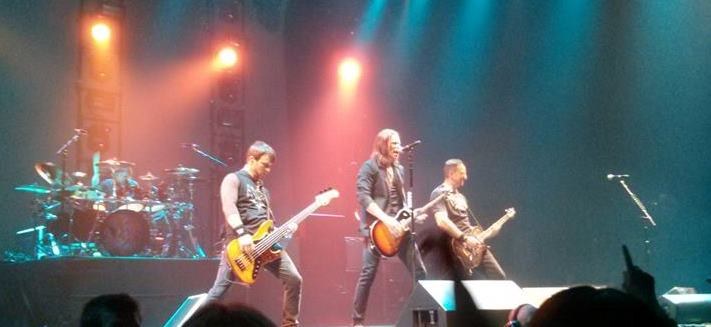
Alter Bridge à Nottingham, en 2013.

Une tournée européenne et britannique en soutien à Fortress avec Halestorm et Shinedown s'effectue le 16 octobre à Nottingham. Deux semaines avant, le groupe joue aux États-Unis aux House of Blues d'Orlando. Alter Bridge joue aussi au festival australien Soundwave en 2014 et dans plusieurs festivals en fin d'année comme le Louder Than Life Festival de Louisville.
En janvier 2014, Alter Bridge prévoit de sortir un coffret intitulé Alter Bridge X pour commémorer la dixième année d'existence du groupe. Cette collection de 27 disques inclut les quatre premiers albums, les deux DVD live, des interviews exclusives, tous les clips vidéo, d'anciennes chansons, un poster dédicacé, et un beau-livre sur l'histoire du groupe. Seuls 3 000 ont été fabriqués,. En mars 2014, leur coffret CD/DVD Live in Milan est annoncé.

### The Last Hero(2015-2016)
En janvier 2015, le groupe annonce ne pas tourner en 2015 ; il annonce cependant la sortie d'un album courant 2016. Tremonti enregistre son nouvel album solo intitulé Cauterize pour une sortie en juin 2015, avec le guitariste Eric Friedman et le bassiste Wolfgang Van Halen.

### Walk The Sky(Depuis 2019)
Leur nouvel album intitulé Walk The Sky est annoncé pour le 18 octobre 2019. Une annonce d'une nouvelle tournée, avec un passage par l'Olympia, le 9 décembre.

## Membres
- Myles Kennedy : chant, guitare rythmique, guitare solo.
- Mark Tremonti : guitare rythmique, guitare solo, chœurs, chant.
- Brian Marshall : basse.
- Scott Phillips : batterie, percussions.

## Discographie
- 2004 : One Day Remains
- 2007 : Blackbird
- 2010 : AB III
- 2013 : Fortress
- 2016 : The Last Hero
- 2019 : Walk The Sky
- 2022 : Pawns & Kings